# Oreste Moricca
Oreste Moricca, född 5 augusti 1891 i Filandari, död 21 juni 1984 i Bra, var en italiensk fäktare.
Moricca blev olympisk guldmedaljör i sabel vid sommarspelen 1924 i Paris.